# Malmo (Nebraska)
Malmo je selo u američkoj saveznoj državi Nebraska. Prema popisu stanovništva iz 2010. u njemu je živjelo 120 stanovnika.